# Couvent des Capucins de Tours
Pour les articles homonymes, voir couvent des Capucins.
Le couvent des Capucins est un couvent situé dans la ville de Tours dans le département d'Indre-et-Loire.

## Histoire
La chapelle est inscrite au titre des monuments historiques par arrêté du 14 novembre 1977.